# Pierre Gessier
Pierre Gessier est un artiste-peintre et céramiste sundgauvien, né le 19 décembre 1931 à Hagenbach et mort le 19 février 2007 à Mulhouse.

## Biographie
Pierre Gessier naît le 19 décembre 1931 à Hagenbach. Sa mère s’appelle Marie Suter et son père, Joseph Gessier, est technicien en tuiles. Après des études à l’école de dessin de Mulhouse entre 1946 et 1949, il étudie à l’Académie Julian à Paris de 1950 à 1951 puis effectue deux cycles à l’École nationale supérieure des beaux-arts de 1952 à 1956 et de 1959 à 1960. Entretemps, en 1958, il est deuxième au prix de Rome. Au cours de sa formation aux Beaux-Arts, il a notamment comme professeurs Roger Chapelain-Midy, Eugène Narbonne en peinture, Roger Aujame en art de la fresque, Jacques Le Chevallier en art verrier.
Par la suite il obtient la médaille d’or et le premier prix en art monumental en octobre 1960, de même qu’en nu et torse en mars 1961, puis en dessin en avril 1961. Il est également récompensé par la médaille d’or au premier Salon Europ-Arts à Mallemort en juillet 1979. 
Il meurt le 19 février 2007 à Mulhouse.

## Œuvres et style
Pierre Gessier est connus pour ses peintures de fleurs et de paysages du Sundgau et de Bretagne. Nombre de ses ouvres se trouvent dans des bâtiments collections publiques : Paysage (1964) appartient à la ville de Paris, L’Apocalypse (1960) à l’École nationale supérieure des Beaux-Arts, Le Geai (1962) au Musée d'Art moderne et contemporain de Strasbourg, Les Toits d’Altkirch (1967) et Automne à Buethwiller (1986) à la ville d’Altkirch, La Bretagne (1966) à la ville de Mulhouse, Neige et Bouquet de fleurs (1972) au Conseil général du Haut-Rhin. La commune de Ballersdorf a également offert en 1966 la toile Les cigognes du Sundgau à André Malraux.
Outre la peinture, il pratique également la céramique et est à ce titre l’auteur de panneaux décoratifs pour le groupe scolaire Brossolette du quartier de Bourtzwiller à Mulhouse en 1966, le C.E.S. Fortschwihr-Bischwihr (1972) et la ville de Sallanches (1975). Il est aussi l’auteur de vitraux, notamment pour l’hôpital d’Altkirch et les écoles de Saint-Louis et Landser.